# Norte Shopping
Norte Shopping est un centre commercial qui se trouve à Matosinhos dans la banlieue nord de Porto créé en 1998.
Il est classé dans les centres commerciaux les plus modernes d'Europe.
Il est le plus grand centre commercial du nord du Portugal.
Il possède 285 boutiques, il a une superficie de 71 740 m2, possède 4 400 places de parkings, des salles de cinémas et une grande sélection de restaurants et bars.
Il propose des enseignes telles que :
- Gant
- Pepe Jeans
- Zara
- Mango
- Levi's
- H&M
- Fnac
- Pull and Bear
- Salsa Jeans
- Tiffosi Denim